# Hội đồng năng lượng nguyên tử Pháp
Ủy ban Năng lượng nguyên tử và Năng lượng thay thế Pháp (tiếng Pháp: Commissariat à l'énergie atomique et aux énergies alternatives (CEA)) là một cơ quan nghiên cứu khoa học nhà nước của Pháp về các lĩnh vực năng lượng, an ninh quốc phòng, công nghệ thông tin và truyền thông, khoa học vật liệu, khoa học sự sống và sức khỏe, được đặt tại chín cơ sở ở Pháp. CEA duy trì văn hóa đa ngành của các kỹ sư và nhà nghiên cứu, dựa trên sự phối hợp giữa nghiên cứu cơ bản và công nghệ. Các trung tâm nghiên cứu chính được đặt tại Saclay, Fontenay-aux-Roses (Île-de-France), Marcoule, Cadarache (Provence) và Grenoble (Isère).
CEA được thành lập vào năm 1945; kể từ đó, các ủy viên cấp cao về năng lượng hạt nhân của tổ chức lần lượt là Frédéric Joliot-Curie, Francis Perrin, Jacques Yvon, Jean Teillac, Raoul Dautry, René Pellat, Bernard Bigot, Daniel Verwaerde và Yves Bréchet.
CEA tiến hành nghiên cứu cơ bản và ứng dụng vào nhiều lĩnh vực, bao gồm thiết kế lò phản ứng hạt nhân, sản xuất mạch tích hợp, sử dụng hạt nhân phóng xạ để chữa bệnh, truyền địa chấn và sóng thần, an ninh cho hệ thống máy tính, v.v. Vào cuối năm 2019, tổ chức này có 20 181 nhân viên, với ngân sách hàng năm là 5 tỷ euro. Tổ chức này cũng sở hữu tập đoàn Areva.
CEA sở hữu một trong 100 siêu máy tính hàng đầu thế giới, Tera-100. TERA 100 là hệ thống đầu tiên được thiết kế và chế tạo ở châu Âu để tiếp cận petaflop vào năm 2010, được xếp ở vị trí thứ 5 trong TOP 500 trên toàn thế giới. CEA hiện đang xây dựng TERA-1000, đây là một bước quan trọng trong việc triển khai chương trình Exascale của họ cho các nhu cầu máy tính vào năm 2020.
Vào tháng 3 năm 2016, Reuters đã xuất bản một bài báo mô tả "25 nhà đổi mới toàn cầu hàng đầu - Chính phủ" (tiếng Anh: Top 25 Global Innovators – Government) và xếp CEA ở vị trí số một trong số "Các tổ chức nghiên cứu sáng tạo nhất thế giới" (tiếng Anh: The World's Most Innovative Research Institutions).

## Lịch sử
Ngày 6 và 9 tháng 8 năm 1945, hai quả bom nguyên tử của Mỹ đã được thả xuống Hiroshima và Nagasaki ở Nhật Bản. Vài ngày sau, Tướng de Gaulle gặp Tổng thống Harry S. Truman ở Washington và đã bị ấn tượng bởi sức phá hủy của năng lượng nguyên tử.
Tháng 9 năm 1945, Tướng de Gaulle đã yêu cầu giám đốc của CNRS Frédéric Joliot-Curie và Raoul Dautry, lúc bấy giờ là Bộ trưởng Bộ Tái thiết và Quy hoạch thị trấn, thành lập một tổ chức nghiên cứu dành cho năng lượng nguyên tử.
CEA được thành lập vào ngày 18 tháng 10 năm 1945 bởi Charles de Gaulle, dẫn đầu bởi Frédéric Joliot-Curie và Raoul Dautry. Tổ chức này nhằm thực hiện nghiên cứu khoa học và kỹ thuật ứng dụng cho sử dụng năng lượng hạt nhân trong các lĩnh vực khoa học (đặc biệt là các ứng dụng y tế), công nghiệp (điện) và quốc phòng. Cơ quan này được đặt dưới quyền trực tiếp của Chủ tịch Hội đồng Bộ trưởng, tài chính của CEA chỉ chịu sự kiểm soát của Bộ Tài chính.
Năm 1952, trung tâm nghiên cứu hạt nhân CEA Saclay được mở trên 271 hecta đất ở bình nguyên Saclay, nơi cùng năm đó, lò phản ứng EL2 (Nước nặng số 2) và Máy gia tốc hạt đầu tiên của CEA được thiết lập.
Năm 2001, công ty con của CEA đã sáp nhập với Framatome và Cogema để thành lập một tập đoàn mới có tên Areva.
Vào năm 2007, Trung Tâm giải mã gen và Trung tâm Di truyền học Quốc gia được sáp nhập vào CEA trong một viện nghiên cứu mới gọi là Viện nghiên cứu hệ gen.
Đầu năm 2009, CEA, Intel, GENCI và Đại học Versailles - Saint-Quentin-en-Yvelynes đã công bố thành lập một phòng thí nghiệm chung, Exascale Computing Research, chuyên về phần mềm cho các siêu máy tính exaflopic (1018 phép toán điểm nổi mỗi giây).
Vào ngày 14 tháng 12 năm 2009, trong bài phát biểu về Khoản vay lớn, Tổng thống Cộng hòa Pháp Nicolas Sarkozy tuyên bố rằng CEA phải trở thành "Ủy ban Năng lượng nguyên tử và Năng lượng thay thế"  theo đề nghị của ủy ban Juppe - Rocard, người đã đề nghị thành lập một Cơ quan cho các nguồn năng lượng tái tạo. Quyết định này phản ánh mong muốn của nhà điều hành nhằm cân bằng các nỗ lực nghiên cứu giữa năng lượng hạt nhân và năng lượng tái tạo, theo quy tắc đã nêu "một euro cho hạt nhân, [...] một euro cho nghiên cứu về năng lượng tái tạo" .
Năm 2016, Reuters đã thành lập một bảng xếp hạng thế giới về các tổ chức nghiên cứu về khía cạnh đổi mới, và xếp hạng CEA ở vị trí đầu tiên, vì những thành tựu về chuyển giao công nghệ, đáng chú ý nhờ quy mô của danh mục đầu tư, bằng sáng chế, số đối tác với ngành công nghiệp và tạo ra các công ty khởi nghiệp. Ba trung tâm nghiên cứu khác của Pháp cũng có tên trong danh sách: CNRS (thứ 5), INSERM (thứ 10) và Viện Pasteur (thứ 17).